# Mirim Doce
Mirim Doce est une ville brésilienne de l'État de Santa Catarina.

## Généralités
La région de Mirim Doce fut l'une des plus touchées par le conflit de la guerre du Contestado. Au début du XXe siècle, la ville s'appelaient Depósito (« dépôt », en français), pour servir d'entrepôt de bois pour les militaires pendant la guerre, entre 1912 et 1916. Dès la fin du XIXe siècle, la ville était un point de passage pour les tropeiros qui transportaient du cuir, des bœufs et de la viande séchée du Rio Grande do Sul à São Paulo.
On peut remarquer, sur le territoire de la municipalité, le sommet du morro do Funil. La présence d'une petite abeille, appelée mirim, connue pour produire du miel acidulé, attira l'attention des exploitants forestiers, pour produire, ici, du miel sucré. De là vient le nom de la ville, Mirim Doce (« mirim sucré », en français), qui s'émancipa de Taió, le 26 septembre 1991.

## Géographie
Mirim Doce se situe dans la vallée du rio Itajaí, par une latitude de 27° 11′ 47″ sud et par une longitude de 50° 04′ 36″ ouest, à une altitude de 397 mètres.
Sa population était de 2 513 habitants au recensement de 2010. La municipalité s'étend sur 336 km2.
Elle fait partie de la microrégion de Rio do Sul, dans la mésorégion de la Vallée du rio Itajaí.

## Villes voisines
Mirim Doce est voisine des municipalités (municípios) suivantes :
- Ponte Alta do Norte
- Santa Cecília
- Taió
- Pouso Redondo
- Ponte Alta
- São Cristóvão do Sul